# Ołeksij Kajda
Ołeksij Kajda (ukr. Олексій Петрович Кайда, ur. 27 lutego 1971 w Berdiańsku) — ukraiński samorządowiec, od 2009 do 2012 przewodniczący Tarnopolskiej Rady Obwodowej.

## Życiorys
W 1995 ukończył studia na Politechnice Lwowskiej. Później kształcił się w Narodowej Akademii Administracji Państwowej przy Prezydencie Ukrainy. W 1998, 2002 i 2006 kandydował do Rady Najwyższej Ukrainy. Od 2005 do 2006 pełnił obowiązki wiceburmistrza Winników. W 2006 został wybrany do Rady Obwodowej we Lwowie. Trzy lata później kandydował w wyborach do sejmiku w Tarnopolu.
W wyniku wyborczego zwycięstwa nacjonalistycznej partii Wszechukraińskie Zjednoczenie "Swoboda" w przedterminowych wyborach samorządowych na Tarnopolszczyźnie został 26 marca 2009 wybrany przewodniczącym Rady Obwodu stosunkiem głosów 90 do 2.
Pełni obowiązki sekretarza generalnego Zjednoczenia "Swoboda".
Ma syna z pierwszego małżeństwa. Jego drugą żoną jest Ołena Pidhruszna.